# Bynov (zámek)
Bynov je zámek ve stejnojmenné části města Děčín. Založen byl na levém břehu Jílovského potoka Günterem z Bünau po roce 1591. Zámek je chráněn jako kulturní památka.

## Historie
Ve druhé polovině šestnáctého století patřil Bynov rytířům z Bünau. V roce 1572 zde nechal Günter z Bünau založit hospodářský dvůr. Později došlo k dělení děčínského panství, a Bynov v roce 1591 připadl Günterovu stejnojmennému synovi, který si v něm postavil zámek „o třech světnicích, komorách a dvou svrchních sklepích.“ Jeho stavba byla dokončena nejspíše roku 1605. Později se Bynov stal součástí šenštejnského panství, ale v roce 1626 se stal znovu samostatným statkem. Rytíři z Bünau patřili k protestantům, a protože po bitvě na Bílé hoře odmítli přestoupit ke katolictví, museli roku 1628 odejít ze země. Jejich majetek koupil Kryštof Šimon Thun. Později byl majitelem Bynova hrabě Rudolf z Thunu, který ho roku 1664 přenechal hraběti Maxmiliánovi z Thunu na Děčíně. Od roku 1671 se bynovské panství stalo trvalou součástí děčínského fideikomisu, a v bynovském zámku bydlel lesník a jiní úředníci. Po roce 1835 v něm byla tkalcovna. Ve druhé polovině dvacátého století zámek využíval Lesní závod v Děčíně jako podnikový archív, sklad a byty pro zaměstnance.

## Stavební podoba
K původní jednopatrové zámecké budově s obdélným půdorysem bylo později přistavěno příčné severní křídlo s mansardovou střechou. V průčelí staršího křídla se dochoval renesanční kamenný portál s bohatě profilovaným ostěním, nástavcem se znaky a nikami po stranách. Vnitřní schodiště a chodba je zaklenutá valenou klenbou s lunetami.